# マイケル・アンジェロ
マイケル・アンジェロ・ベティオ (Michael Angelo Batio, 1956年6月12日 - ) は、アメリカ合衆国イリノイ州シカゴ出身のインストゥルメンタル・ロック/ヘヴィメタルギタリスト兼コラムニストである。ノースイースタン・イリノイ大学にて音楽理論と作曲理論を聴講し、学士号を得ている。Guitar One Magazine誌は、彼を全世代でNo.1の最も速い速弾きギタリストに選んだ。ちなみにNo.2はクリス・インペリテリで、リストにはポール・ギルバート、ジョン・ペトルーシ、イングヴェイ・マルムスティーンらが続く。
タッピングでコードを弾き、左右の手を組み合わせて一人でツインギターばりのサウンドを奏でるなど、非常に独創的なパフォーマンスでも知られる。
陽気な性格で、ジミー・ペイジ、エドワード・ヴァン・ヘイレン、カルロス・サンタナ等の真似をしている動画があるが、どれも彼のユーモアが浮き出ている。
日本のインターネット上では"アンジェロ(先生)"、英語圏では名前の頭文字をそれぞれ取って"MAB"と呼ばれている。

## 経歴
マイケルは自身のキャリアを、ボーカリストであるトミー・ホランド(Tomy Holland)のバンド、ホランド(Holland)から始めた。彼らがアトランティック・レコードから出したアルバムLittle Monstersは、1980年代半ばに良い評価を得た。彼はその後、ジム・ジレットのソロアルバムProud to Be Loudに参加した。続いて、二人のメタル・スター、ベーシストのT.J.レーサー(T.J. Racer)とドラマーのボビー・ロック(Boby Rock)とメタルバンドナイトロ(Nitro)を結成し、2枚のアルバムをリリースしている。ナイトロは、MTVで放送された彼らの曲、例えばFreight Trainの音楽ビデオも撮影している。正当な評価を得られないまま解散に至ったが、元メンバーとは現在も友好関係がある。
マイケルは10歳のころからギターを弾いており、弾き始めて2年経つうちに彼の先生よりもずっと速く速弾きできるようになっていた。彼は左利きだが、右利きのごとく演奏する。彼はギタークリニックにて、2本のギターを──シンクロさせるか、または別々のハーモニーで──同時に演奏する両手弾きを自ら習得した。彼はクアッド・ギター(4ネックギター)の発明と、そのまともな演奏とをまさしく最初に行った人物でもある。しかし、このギターはテキサスのエルパソでナイトロのショーを行っている間に盗まれてしまい、組み立てに必要な4つのパーツのうち2つしかなく、ずっと修理されないままとなっている。これが、長い間クアッド・ギターで演奏できていない理由である。しかし、最近ディーンギターが新しいクアッド・ギターをマイケルのために製作した。ダブル・ギターは彼の別の発明品のひとつであり、ライブでは普通に使うが、スタジオレコーディングでは使わない。また別の彼の発明品はストリングダンパーの一種で(具体的には"The MAB String Dampener")、ナットの裏に装着でき、演奏中にそれが動作する位置へ反転させる、ギターの付属品である。ストリングダンパーはギターの弦からの不要な唸りとノイズをなくし、不要な音を出さずにレガートとタッピングをプレイヤーがやりやすくする。彼はそのピアノ的テクニックにおいても注目に値し、ネックの周りで手の向きを反転させ、他のギター演奏者のような下方向からではなく、上方向から弦へアプローチする。
マイケルはディーンギター社と長い間関係があり、ディーンのギターの宣伝を行ったり、ディーンが後援している世界中のギタークリニックで彼の技術を指導したりしている。彼はSpeed Lives、Speed Killsと題した二つの有名な教則DVDをリリースしている。その一つは、彼と同類のギタリスト達へ彼の曲の演奏方法を伝授することを意図していたが、先述の奏法は教授するにはハードルが高いため、有用といえるかは意見が分かれる。
その他にも、ディーンギターのWEBサイトで見られるダブル・ギターのソロ演奏を主な内容としたDVDもリリースしている。それはマイケルのバンドによるディープ・パープルのSmoke on the Water、ジミ・ヘンドリックスのPurple Haze、オジー・オズボーンのCrazy Trainのトリビュート・カバーである。
マイケルは彼の公式ウェブサイトで次のように語った。「私は左利きなので、右手またはピッキングに使う手が、全体的に見て私の演奏で最も弱い点だ。私はタッピングを練習するのと同時にオルタネイトピッキングをマスターすべく、10代前半に2年間練習したんだ。基本的には、右手の強化のためには何でもやった。生粋のレガートプレイヤーとなることに私は取りかかったんだ。君は今まで知らなかったろう。私は自分の弱点である2つの領域、オルタネイトピッキングとタッピングに集中し、それらを完璧にものにしたんだ。私は、君に欠けているものを練習するのは絶対に正しいと信じている。君が苦労したテクニックをマスターした暁には、君の演奏の他の領域も劇的に改善されるよ。」
ギタリストのトム・モレロ(レイジ・アゲインスト・ザ・マシーン、オーディオスレイヴ)は大学に居た頃のマイケルにレッスンを受けたことがある。トムは2005年のGuitar World Magazine誌の記事で、マイケルに教えを受けたことで彼をクレジットした。
マイケルは現在、コラム"Time To Burn"をGuitar World Magazine誌に月一回掲載している。
マイケルには2007年6月発売予定のディーンの6弦シグネチャーモデルがあり、またシグネチャーモデルのオーバードライブペダルをデンマークのT-Rexから発売した(T-Rex内ページ(ページ削除済)を参照)。
2022年9月、翌2023年開始予定のマノウォーのワールドツアーに、サポートメンバーとして参加することが発表された。

## 機材

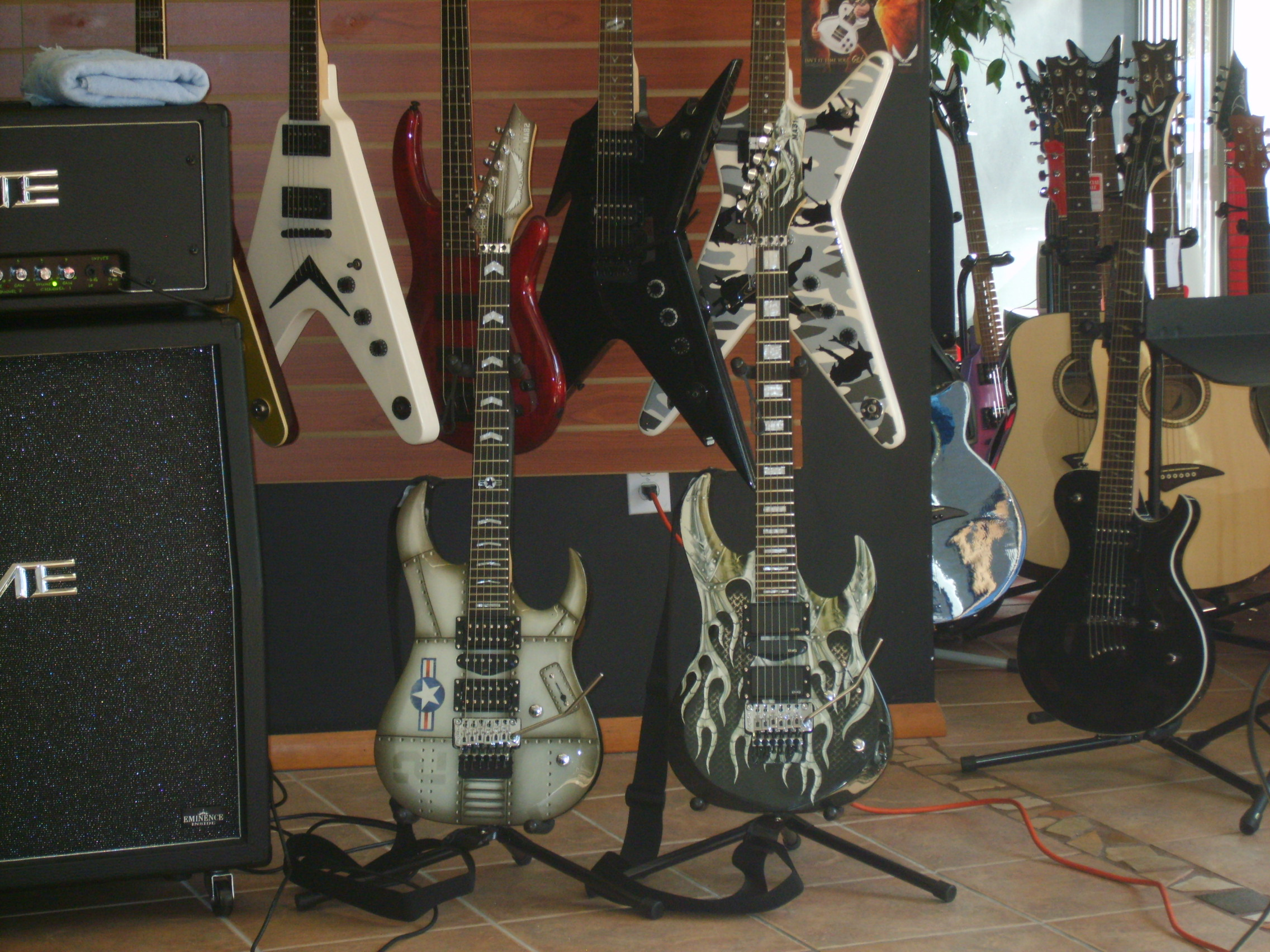
これまで使用してきたシグネチャーモデル

マイケル・アンジェロ・ベティオは、'Freight Train'や'No Boundaries'のような曲に現れている、彼のシグネチャーモデルによるエレクトリックギターのサウンドで賞賛されている。
このサウンドの「秘密」は、彼の公式フォーラムで彼自身が明らかにしたところによると、アンプでの中音域の強調と、オーバードライブペダルを介したパワーアンプのオーバードライブであるという。
デビューした時には、マイケルはギブソン、リッツ、ディーンのギターをボスのオーバードライブペダル (DS-1、OD-2) からマーシャルのアンプに繋いで使っていると見られていた。彼は最初のオーナーが会社を売却するまで (ナイトロ時代)、ランドールのアンプを支持していた。ランドールが売却されてから間もない頃、(およそ1990年代からSpeed Killsのレコーディングまでのライブやビデオに)ランドールのアンプと登場した時があったが、実際にはマーシャルを使っていた。ディーンが売却された1986年には、彼はWayne Charvelが作ったギターだけを使い始めた。はっきりとスムースで、激しくオーバードライブし、パンチのあるサウンドは、実際にはボスのOD-2ペダル (フルドライブ) をマーシャル JCM 800の主シリーズ (マイケルは最先端のマーシャル JCM 800も使う) に繋ぎ、ミディアムゲインと少しだけボリュームを上げた設定の組み合わせであった。
1990年代中頃から2000年初頭では、マイケルは彼の「新しい」サウンド(元々の1980年代の合成音よりも、音域や鮮明さ/透明さがより高い)にもかかわらず、もっぱら最初の旧式な設計のアイバニーズTS-9を使っていた。マイケルは最近ではマーシャルの真空管アンプの新しい系列を使うのを好んでおり、特にHands Without Shadowsのレコーディングでは恐らくMarshall JCM 2000 DSLのヘッドとキャビを使っていると考えられる。
マイケルはカスタム設計の(あるいは普通の品だが非公開の)ディマジオ製ギターピックアップを使用しており、そのサウンドはPAF ProやPAFをネックに、Super Distortion (No Boundariesを製作していた頃は多分Norton) をブリッジに使用した場合のサウンドに似ている。他のピックアップとしては、EMG (2つのロケットギターへ) やSeymour Duncans (少数のダブルギターの試作品へ) を使用している。
マイケルはリズム演奏にはMesa Boogie Dual Rectifiersを使っており、それが彼の普通のマーシャルによる合成音との対比において、彼のギターサウンドへ異なる特徴を付加している。
2007年には、マイケルはT-Rex Engineeringと共同して、彼のために特別に設計された特別製のオーバードライブペダルを発売した。このペダルはシンプルにMichael Angelo Batio Overdriveと呼ばれる。それは、マイケルが好む重くオーバードライブしたギターサウンドのための、より大きいオーバードライブがゲインできるだろうと述べられている。

### アンジェロの使用する特殊なギター

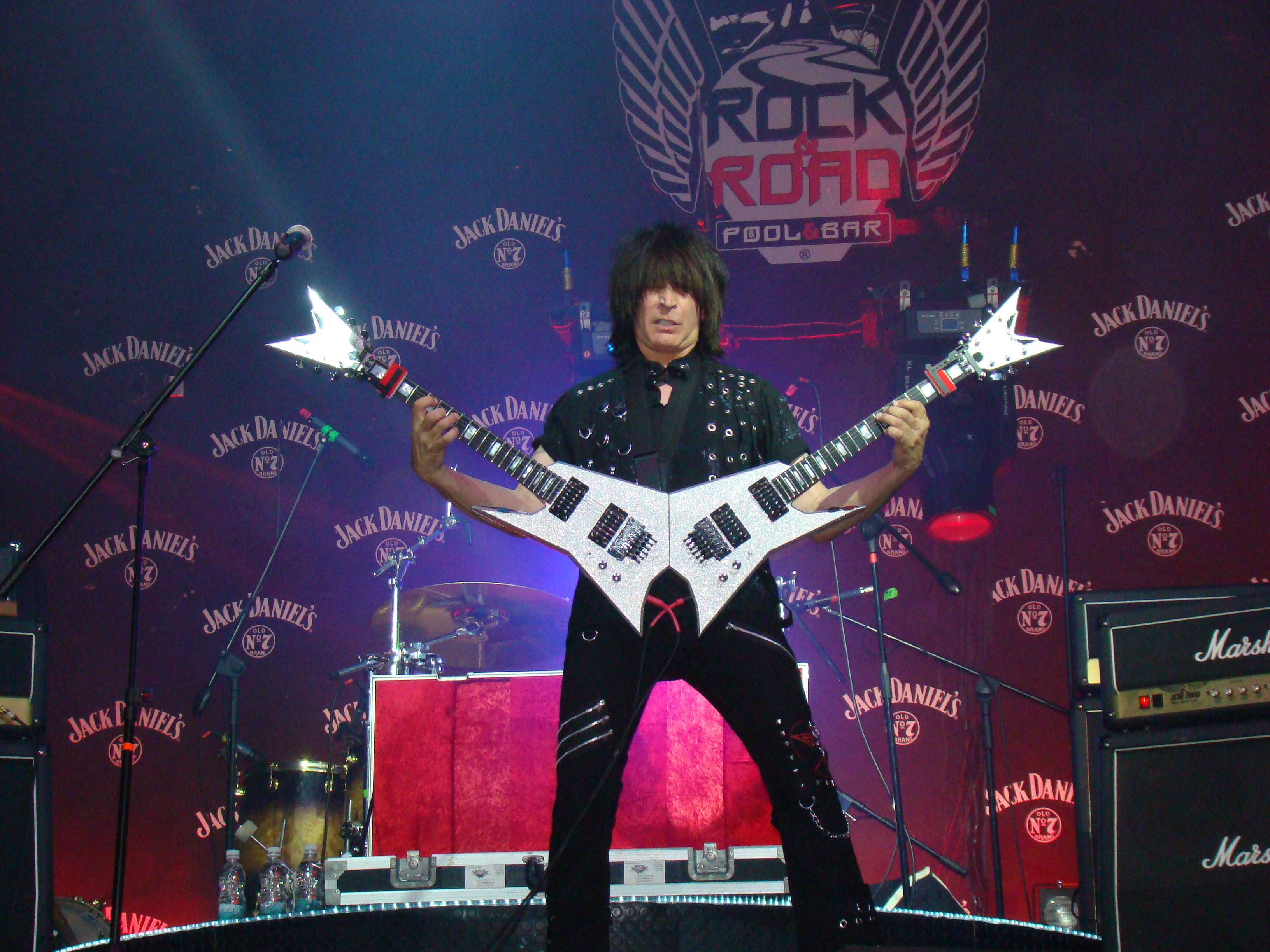

彼の使用するギターの中で特に特殊なものが2つある。
- ダブル=アックス[3]
  - まず、ダブル=アックスと呼ばれるダブルネック・ギターである。通常の平行してネックが生えているダブルネック・ギターではなく、ネックがV字型に生えているギターである。これは左右同時に演奏する事を前提に設計されているからであり、左右同時演奏のヒントはピアノを演奏している時に思いついたという。その為、演奏の際には両手で同時に左右それぞれ別のメロディを弾いたりする。また、アンジェロは左利き用ギターでも演奏ができるので、ダブル=アックスを使用する際には客側から見て右側の右利き用、左側の左利き用それぞれで通常の弾き方を披露する他、逆手でも演奏する(左利き用ギターを左手でネックを押さえ、腕を交差するようにして右腕でピッキングする)。左右同時演奏の際にも、両手を広げて両方順手で演奏するパターンと、両手を交差させて両方逆手で演奏する2パターンがある。尚、このギターを初めて客前で披露したのは1980年のカリフォルニア州レセダでのライヴである。

- クワッドギター[4]
  - これはネックが4本生えているギターである。これはX型となっていて、上の左右は7弦、下の左右は通常の6弦となっている。また、この4ネックギターはエルパソで行ったNitroライブの時に盗まれてしまい、組み立てが不可能になり使用される事はなかったが、ディーン (楽器メーカー)が彼の為に再びクワッドギターを制作してくれた為、現在はパフォーマンス等で使用される。尚、盗まれた4本のうち2本は手元に返ってきている。[5]
  - 盗まれた初期のクワッドギターと違い、新しいクワッドギターは上下左右4本全てが通常の6弦ギターになっていて、更にネックの角度が変わっている。また、X型だけでなく、ダブル=アックスを上下に2つ重ねた形状、ダブルV字型にもする事ができるようになっている。[6]

## アンジェロラッシュ
アンジェロラッシュ(Over-Under)とは、マイケル・アンジェロが生み出した特殊な奏法。まず左手で通常のネックの持ち方をする手つきで中指と薬指の腹側でハンマリングをし、その直後にネック裏で手を超高速で回転させ、通常と逆のネックの持ち方をする手つきで人差し指の腹側でハンマリングを行う。その直後、再びネック裏で手を超高速で回転させハンマリング、これを断続的に繰り返しつつ、右手で秒間20回以上のピッキングを繰り出す事をアンジェロラッシュと言う。使う指の種類や手つきは変化する事もある。左手の動作があまりにも速すぎる為、ムービーではブレてしまっている事すらある。彼が"Hands without shadows(無影手)"と呼ばれる所以は正にここにある。

## ディスコグラフィ
| 年   | タイトル                                      | 備考                                                                                   |
| ---- | --------------------------------------------- | -------------------------------------------------------------------------------------- |
| 1995 | No Boundaries                                 |                                                                                        |
| 1996 | Holiday Strings                               |                                                                                        |
| 1997 | Planet Gemini                                 |                                                                                        |
| 1998 | Tradition                                     |                                                                                        |
| 2000 | Lucid Intervals and Moments of Clarity        |                                                                                        |
| 2004 | Lucid Intervals and Moments of Clarity, Pt. 2 | マイケルの3rd/4thCDのコンピレーションもので、リマスター盤。                            |
| 2005 | Hands Without Shadows                         |                                                                                        |
| 2007 | 2 X Again                                     |                                                                                        |
| 2009 | Hands Without Shadows 2 – Voices              | 通称：HWS2                                                                             |
| 2010 | Backing Tracks                                |                                                                                        |
| 2013 | Intermezzo                                    | ジョージ・リンチ、ガスリー・ゴーヴァン、マイケル・ロメオなど多くのゲストが参加している |

## DVD
彼のオフィシャルサイト「Angelo.com」にていくつか教則DVDが売られている。“Speed Kills” “Speed Kills 2”“Speed Lives”“Performance”“Speed Kills 3”“25 Jazz Progressions（アンジェロは映らない）”である。
また、過去にも教則ビデオを出しており中でも“StarLicks”は10万本以上売れ、2年連続でベストセラーとなった。ただし、現在はStarLicksは全世界で絶版状態である。
また、アンジェロラッシュをこれらのDVDでも見ることができるが、コマ送りでも、彼の手の動きを明瞭に見ることはできない。
| 年   | タイトル                        | 備考 |
| ---- | ------------------------------- | ---- |
|      | Speed Kills instructional DVD   |      |
|      | Speed Kills 2 instructional DVD |      |
|      | Speed Kills 3 instructional DVD |      |
|      | Speed Lives instructional DVD   |      |
|      | Performance DVD                 |      |
| 2007 | 25 Jazz Progressions DVD        |      |
| 2007 | The MAB Jam Session DVD         |      |